# Claude Bernard
Claude Bernard (Saint-Julien, 12 juli 1813 – Parijs, 10 februari 1878) was een Frans fysioloog, die belangrijke feiten vaststelde betreffende de functies van het menselijk lichaam, zoals de centrale regeling van het stofwisselingsproces en de suikervorming in de lever.

## Biografie
Bernard werd geboren in de buurt van St.-Julien, departement Rhône, als zoon van Pierre François Bernard (wijnboer en af en toe onderwijzer) en Jeanne Saulnier. Bernard ging naar een jezuïetenschool in Villefranche-sur-Saône en daarna naar het Collège de Thoissey. Toen hij 18 was werd hij leerling-apotheker omdat zijn ouders zijn studie niet meer konden betalen. 
Nadat Bernard zijn baccalaureaat behaalde meldde hij zich aan bij de universiteit van Parijs voor de studie geneeskunde. Hij studeerde in 1843 af, maar heeft nooit een praktijk als arts gehad.

## Fysiologie
Hij werd assistent bij de fysioloog en neuroloog François Magendie (1773-1855), werd een specialist in het ontleden en onderzocht het spijsverteringsproces en de werking van het zenuwstelsel. In 1848 toonde hij het belang aan van de alvleesklier en de dunne darm voor de spijsvertering.
Ook wat het zenuwstelsel betreft deed Bernard belangrijke ontdekkingen waaronder een beschrijving van de gehoorzenuw.
In 1867 ontving hij het Legioen van Eer en in 1869 werd hij toegelaten tot de Académie Française. In 1876 kreeg hij de Copley Medal. 
Toen hij stierf kreeg hij als eerste Franse wetenschapper een staatsbegrafenis. Hij ligt begraven op Père-Lachaise.